# Ambassis macracanthus
Ambassis macracanthus là một loài cá biển-nước lợ thuộc chi Ambassis trong họ Cá sơn biển. Loài này được mô tả lần đầu tiên vào năm 1852.

## Từ nguyên
Từ định danh macracanthus được ghép bởi hai âm tiết trong tiếng Hy Lạp cổ đại: makrós (μακρός; "dài") và ákantha (ἄκανθα; "gai, ngạnh"), hàm ý đề cập đến gai vây lưng thứ hai của loài cá này dài hơn, giúp phân biệt chúng với Ambassis ambassis.

## Phân bố và môi trường sống
Từ biển Andaman, A. macracanthus có phân bố trải dài về phía đông đến đảo New Guinea (chỉ giới hạn ở phía bắc đảo), xa nhất ở phía bắc là đến Philippines.
A. macracanthus thường sống cách biển khoảng 10 km, tập trung ở vùng cửa sông, rừng ngập mặn, hạ lưu các dòng nước ngọt.

## Mô tả
Chiều dài lớn nhất được ghi nhận ở A. macracanthus là 10,5 cm.
Số gai vây lưng: 8; Số tia vây lưng: 9; Số gai vây hậu môn: 3; Số tia vây hậu môn: 9.

## Sinh thái
A. macracanthus ăn các sinh vật phù du.